# 砂原健佑
砂原 健佑（すなはら けんすけ、1990年9月14日 - ）は、日本の俳優、京都府出身。
元劇団番町ボーイズ☆所属。既婚者。

## 人物
2012年に演出家の蜷川幸雄率いる、さいたまネクストシアターの三期オーディションに合格したことをきっかけに上京。3年半ネクストシアターに所属した後、退団。
劇団番町ボーイズ☆に入団し、ソニーミュージックアーティスツ所属に。1度劇団番町ボーイズ☆を退団するが再入団し、2020年12月21日をもって、所属事務所Sony Music Artistsを退社。劇団番町ボーイズ☆も退団。
趣味・特技はお酒、ギター、女形、関西弁。2020年2月22日一般女性と結婚。現在は芸能界を引退し会社員となっている。

## 出演

### テレビドラマ
- 御茶ノ水ロック（2018年1月 - 3月、テレビ東京）- 五十嵐隼人<ARASHI> 役[4]

### 映画
- 帝一の國 (2017年4月29日公開) - 中村虎童 役[5]

### ＣＭ
- フリーステップ[6]
- FWD富士生命保険[7]
- マクドナルド[8]

### 舞台
- 『2012年・蒼白の少年少女たちによる「ハムレット」』（シェイクスピア作、2012年2月20日～3月1日、インサイド・シアター）[9]
- 『2013年・蒼白の少年少女たちによる「オイディプス王』（ソフォクレス作、2013年2月14日〜24日上演、インサイド・シアター）[10]
- 『2014年・蒼白の少年少女たちによる「カリギュラ』（アルベール・カミュ作、2014年2月15日～27日上演、インサイド・シアター）[11]
- 『リチャード二世』（ウィリアム・シェイクスピア作、2015年4月5日～19日上演、インサイド・シアター）[12]
- SHATNER of WONDER #5「破壊ランナー」(2017年4月21日-30日、Zeppブルーシアター六本木)[13]
- 劇団番町ボーイズ 第10回本公演 舞台「クローズZERO」(2017)(2017年11月30日-12月3日、CBGKシブゲキ!!)[14]
- 御茶ノ水ロック - THE LIVE STAGE-(2018年3月30日-4月15日、AiiA 2.5 Theater Tokyo)[15]
- 劇団番町ボーイズ 第10回本公演 舞台「クローズZERO」(2019)(2019年5月23日-26日　パピヨン24 ガスホール  2019年6月1日-2日　ABCホール  2019年6月14日-16日　草月ホール)

### Webドラマ
- 東京ヴァンパイアホテル（2017年6月、Amazonプライムビデオ） - 安蘭 役[16]